# Reakcja Darzensa
Reakcja Darzensa (kondensacja Darzensa) - reakcja chemiczna ketonów lub aldehydów z α-haloestrami, w wyniku której powstają α,β-epoksy estry 2. Przechodzą one w wyniku hydrolizy i następującej po niej dekarboksylacji w aldehydy lub ketony 4. Reakcja ta została odkryta przez Augusta Georga Darzensa (1867–1954).

## Mechanizm
Reakcja zachodzi w środowisku zasadowym. Zasada "wyrywa" proton w pozycji α haloestru, w wyniku czego powstaje karboanion lub forma enolowa estru. Następuje wówczas nukleofilowy atak karboanionu na grupę karbonylową. Powstały niestabilny anion ulega wewnątrzcząsteczkowemu atakowi według mechanizmu SN2, gdzie atom chloru jest grupą odchodzącą. Aby zapobiec następującej hydrolizie powstałego epoksyestru, jako zasady używa się etanolanu sodu.